# ガンディー平和賞 (インド政府)
国際ガンディー平和賞（こくさいガンディーへいわしょう、英語: International Gandhi Peace Prize）は、インド政府によって毎年授与される賞。マハトマ・ガンディー生誕125周年を記念して1995年に創設された。
ガンディーが重視した非暴力によって社会や経済、政治に変革をもたらした個人・団体に授与され、受賞者には賞金1000万インド・ルピーが授与される。
選考はインドの首相、最高裁判所長官、下院議長、下院最大野党党首と著名人物もう1名（毎年変更）によってなされる。

## 受賞者
受賞者は以下の通り。
| 年     | 受賞者                             | 画像 | 国籍             |
| ------ | ---------------------------------- | ---- | ---------------- |
| 1995年 | ジュリウス・ニエレレ               |      | タンザニア       |
| 1996年 | アリヤラトネ                       |      | スリランカ       |
| 1997年 | ゲルハルト・フィッシャー           | –    | ドイツ           |
| 1998年 | ラーマクリシュナ・ミッション       | –    | インド           |
| 1999年 | ババ・アムテ                       |      | インド           |
| 2000年 | ネルソン・マンデラ                 |      | 南アフリカ共和国 |
| 2000年 | グラミン銀行                       | –    | バングラデシュ   |
| 2001年 | ジョン・ヒューム                   |      | イギリス         |
| 2002年 | バーラッティヤ・ヴィドゥヤ・ババン | –    | インド           |
| 2003年 | ヴァーツラフ・ハヴェル             |      | チェコ           |
| 2004年 | コレッタ・スコット・キング         |      | アメリカ合衆国   |
| 2005年 | デズモンド・ムピロ・ツツ           |      | 南アフリカ共和国 |
| 2013年 | チャンディ・プラサード・バット     |      | インド           |
| 2014年 | インド宇宙研究機関                 |      | インド           |
| 2015年 | ヴィヴカナンダ・ケンドラ           | –    | インド           |
| 2016年 | アクシャヤ・パトラ財団             | –    | インド           |
| 2016年 | スラーブ・インターナショナル       | –    | インド           |
| 2017年 | イーカル・ヴィドゥヤラヤ           | –    | インド           |
| 2018年 | 笹川陽平                           |      | 日本             |
| 2019年 | カーブース・ビン・サイード         |      | オマーン         |
| 2020年 | ムジブル・ラフマン                 |      | バングラデシュ   |